# Adidas Torfabrik

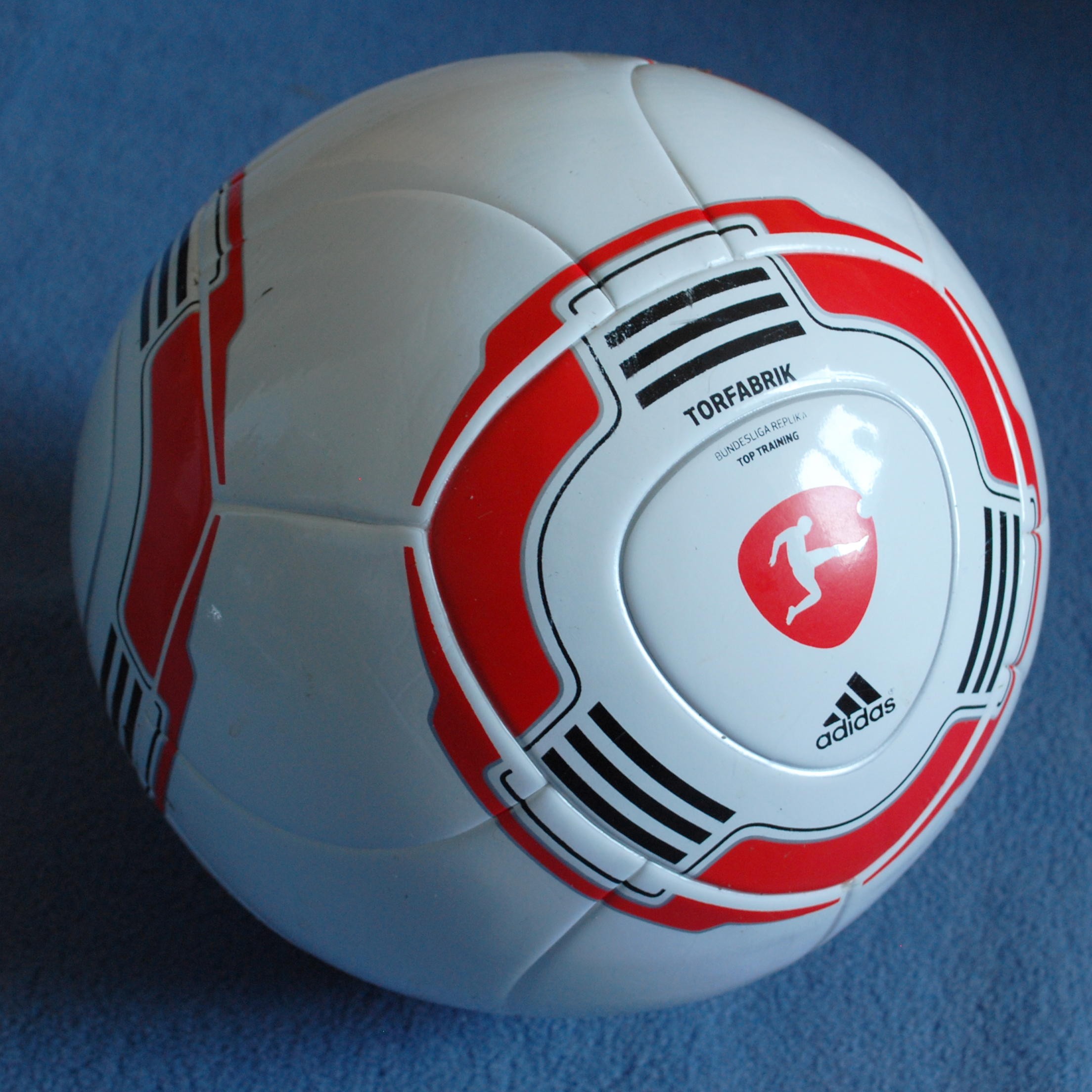
Adidas Torfabrik 2010—2011

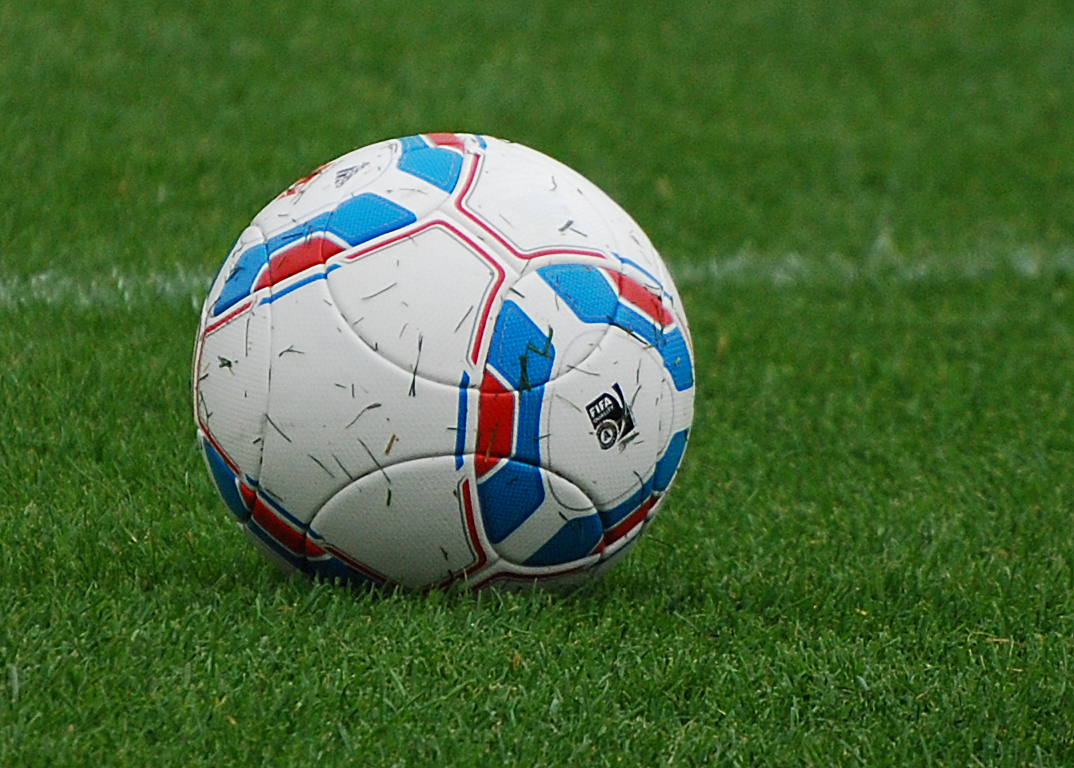
Adidas Torfabrik 2011—2012

Torfabrik — офіційний м'яч німецької Бундесліги з сезону 2010/11 до сезону 2017/18 включно. Цей м'яч був розроблений компанією Adidas спеціально для цього чемпіонату. М'яч був презентований 15 червня 2010 року, а 7 серпня ним вперше зіграли «Баварія» і «Шальке 04» у матчі за Суперкубок Німеччини.

## Назва
В перекладі з німецької назва м'яча означає «фабрика голів».

## Технічні характеристики

Структура подібного м'яча

Конструкцією та структурою м'яч повністю ідентичний до Adidas Jabulani.
Сфера з восьми термосклеєних, рельєфних панелей. Панелі з етіленвінілацетату та термополіуретану відливаються об'ємними. Поверхня м'яча вкрита канавками за технологігією Adidas «Grip 'n' Groove», що покликана забезпечити його кращі аеродинамічні і контактні властивості.
Для ігор на засніженому полі використовувалась версія помаранчевого кольору під назвою Torfabrik Powerorange .
|                    | Вимоги FIFA            | Характеристики м'яча  |
| ------------------ | ---------------------- | --------------------- |
| Довжина окружності | 68.5–69.5 см           | 69.0 ± 0.2 см         |
| Діаметр            | ≤ 1.5 % різниці        | ≤ 1.0 % різниці       |
| Водопоглинання     | ≤ 10 % збільшення ваги | ~ 0 % збільшення ваги |
| Вага               | 420—445 г              | 440 ± 0.2 г           |
| Відскік            | ≤ 10 см                | ≤ 6 см                |
| Втрата тиску       | ≤ 20 %                 | ≤ 10 %                |

## Дизайн
Дизайн м'яча схожий на похідні від Adidas Jabulani моделі. Вигляд м'яча обумовлений кольорами Бундесліги та супутнім їй графічним оформленням. Поверхня м'яча — біла, навколо трикутних фрагментів м'яча описані червоні кола.